# Liste antiker Ortsnamen und geographischer Bezeichnungen/Te
| Lateinischer Name          | Griechischer Name              | Beschreibung                                         | Heute | Quellen und Verweise | Lage |
| -------------------------- | ------------------------------ | ---------------------------------------------------- | --- | -------------------- | ---- |
| Teanum                     |                                |                                                      | | Smith;               |      |
| Teanum                     |                                |                                                      | | Smith;               |      |
| Teari Julienses            |                                |                                                      | | Smith;               |      |
| Tearus                     |                                |                                                      | | Smith;               |      |
| Teate                      |                                |                                                      | | Smith;               |      |
| Tebenda                    |                                |                                                      | | Smith;               |      |
| Tecelia                    |                                |                                                      | | Smith;               |      |
| Tecmon                     |                                |                                                      | | Smith;               |      |
| Tectosaces                 |                                |                                                      | | Smith;               |      |
| Tectosages                 |                                |                                                      | | Smith;               |      |
| Tectosages                 |                                |                                                      | | Smith;               |      |
| Tecum                      |                                |                                                      | | Smith;               |      |
| Tedanius                   |                                |                                                      | | Smith;               |      |
| Tegea                      | Τεγέα (Tegea)                  | Stadt in Arkadien                                    | Tegea in Griechenland | Smith;               |      |
| Tegea                      | Τεγέα (Tegea)                  | Stadt auf Kreta                                      | möglicherweise Deliana im Regionalbezirk Chania                                                                                | Smith;               |      |
| Tegianum                   |                                |                                                      | | Smith;               |      |
| Teglicium                  |                                |                                                      | | Smith;               |      |
| Tegna                      |                                | Ort in Gallia Narbonensis                            | Tain-l’Hermitage in Frankreich                                                                                                 | Smith;               |      |
| Tegris, Tegra, Tigra       | Τίγα (Tiga)                    | Festung in Moesia inferior am rechten Ufer der Donau | Martensko Kale, nördlich von Sandrovo in der Oblast Russe in Bulgarien                                                         | Smith;               |      |
| Tegulata                   |                                |                                                      | | Smith;               |      |
| Tegulicium                 |                                |                                                      | | Smith;               |      |
| Tegyra                     | Τεγύρα (Tegyra)                | Dorf in Böotien, Schauplatz der Schlacht von Tegyra  | nordöstlich von Orchomenos in Griechenland                                                                                     | Smith;               |      |
| Tehaphenes                 |                                |                                                      | | Smith;               |      |
| Teichium                   |                                |                                                      | | Smith;               |      |
| Teisa, Tisa                | Τεισά (Teisa), Τησά (Tēsa)     | Stadt in Gedrosien                                   | | Ptol. 6.8.8; Smith;  |      |
| Tekoah                     | Θεκώα (Thekōa), Θεκωέ (Thekōe) | Ort in Palästina                                     | Khirbet et-Teqūʿ im Westjordanland                                                                                             | Smith;               |      |
| Tela, Gella                |                                | Ort der keltischen Vaccaei in Hispania Tarraconensis | bei Pedraza de Campos in Spanien                                                                                               | Smith;               |      |
| Telamon                    | Τελαμών (Telamōn)              | Stadt an der Küste von Etrurien                      | Talamone in Italien | Smith;               |      |
| Telchines                  |                                |                                                      | | Smith;               |      |
| Teleboae                   |                                |                                                      | | Smith;               |      |
| Teleboas                   |                                |                                                      | | Smith;               |      |
| Telephrius Mons            |                                |                                                      | | Smith;               |      |
| Telepte                    |                                |                                                      | | Smith;               |      |
| Telesia                    | Τελεσία (Telesia)              | Stadt in Samnium                                     | zwischen Telese Terme und San Salvatore Telesino in Italien                                                                    | Smith;               |      |
| Telis                      |                                |                                                      | | Smith;               |      |
| Tellenae                   |                                |                                                      | | Smith;               |      |
| Telmessus                  |                                |                                                      | | Smith;               |      |
| Telmessus                  |                                |                                                      | | Smith;               |      |
| Telmissicus Sinus          |                                |                                                      | | Smith;               |      |
| Telmissis Promontorium     |                                |                                                      | | Smith;               |      |
| Telo Martius               |                                |                                                      | | Smith;               |      |
| Telobis                    |                                |                                                      | | Smith;               |      |
| Telonnum                   |                                |                                                      | | Smith;               |      |
| Telos                      | Τῆλος (Tēlos)                  | Insel des Dodekanes                                  | Tilos in Griechenland | Smith;               |      |
| Telphusa                   |                                | siehe Thelphusa                                      | |                      |      |
| Tema                       |                                | arabischer Stamm und dessen Siedlungsgebiet          | Oase Tayma in Saudi-Arabien | Smith;               |      |
| Temala                     |                                |                                                      | | Smith;               |      |
| Temathia                   |                                |                                                      | | Smith;               |      |
| Temenium                   |                                |                                                      | | Smith;               |      |
| Temenothyra                |                                |                                                      | | Smith;               |      |
| Temesa                     |                                |                                                      | | Smith;               |      |
| Temisdia                   |                                |                                                      | | Smith;               |      |
| Temmices                   |                                |                                                      | | Smith;               |      |
| Temnus                     | Τῆμνος (Tēmnos)                | Stadt in Äolien in Asia minor                        | etwa 4 km nordöstlich von Görece im Kreis Menderes in der Provinz Izmir in der Türkei                                          | Smith;               |      |
| Temnus Mons                | Τῆμνον ὄρος (Tēmnon oros)      | Gebirgszug in Mysien, südlich des Flusses Makestos   | | Smith;               |      |
| Tempe                      | Τέμπη (Tempē)                  | Tal im Nordosten von Thessalien                      | Tempe-Tal in Griechenland | Smith;               |      |
| Tempsa                     |                                |                                                      | | Smith;               |      |
| Tempyra                    |                                |                                                      | | Smith;               |      |
| Tencteri                   |                                |                                                      | | Smith;               |      |
| Tenea                      |                                |                                                      | | Smith;               |      |
| Tenebrium                  |                                |                                                      | | Smith;               |      |
| Tenedos                    | Τένεδος (Tenedos)              | Insel vor der Küste der Troas                        | Bozcaada vor der türkischen Küste                                                                                              | Smith;               |      |
| Tenedos                    | Τένεδος (Tenedos)              | Küstenstadt in Pamphylien                            | am westlichen Stadtrand von Antalya in der Türkei                                                                              | Smith;               |      |
| Tenericus Campus           |                                |                                                      | | Smith;               |      |
| Tenesis Regio              |                                |                                                      | | Smith;               |      |
| Tenos                      | Τῆνος (Tēnos)                  | Insel der Kykladen                                   | Tinos in der Ägäis | Smith;               |      |
| Tentyra                    | Τέντυρα (Tentyra)              | Hauptstadt des Gaus Tentyrites in Oberägypten        | Dendera in Ägypten | Smith;               |      |
| Tenurcio                   |                                |                                                      | | Smith;               |      |
| Teos                       | Τέως (Teōs)                    | Stadt in Ionien                                      | 35 Kilometer südwestlich von Izmir in der Türkei                                                                               | Smith;               |      |
| Teracatriae                |                                |                                                      | | Smith;               |      |
| Teredon                    |                                | Hafenstadt in Mesopotamien                           | vermutlich bei Basra im Irak                                                                                                   | Smith;               |      |
| Teren                      |                                |                                                      | | Smith;               |      |
| Terenuthis                 | Τερενοῦθις (Terenouthis)       | Stadt am westlichen Rand des Nildeltas               | etwa 70 nördlich von Kairo in Ägypten, im Bereich des Dorfes Tarraneh                                                          | Smith;               |      |
| Tereps Fluvius             |                                |                                                      | | Smith;               |      |
| Tereses Fortunales         |                                |                                                      | | Smith;               |      |
| Tergeste                   | Τέργεστε (Tergeste)            | Stadt an der Küste von Venetia                       | Triest in Italien | Smith;               |      |
| Tergolape                  |                                | Stadt in Noricum ripense                             | im Umfeld von Breitenschützing/Schlatt und/oder Schwanenstadt in Oberösterreich                                                | Smith;               |      |
| Teria                      |                                |                                                      | | Smith;               |      |
| Terias                     |                                |                                                      | | Smith;               |      |
| Tericiae                   |                                |                                                      | | Smith;               |      |
| Terina                     |                                |                                                      | | Smith;               |      |
| Terinaeus Sinus            |                                |                                                      | | Smith;               |      |
| Teriola Castra             |                                |                                                      | | Smith;               |      |
| Termantia                  |                                | siehe Termes                                         | |                      |      |
| Termera                    |                                |                                                      | | Smith;               |      |
| Termere                    |                                |                                                      | | Smith;               |      |
| Termerium                  |                                |                                                      | | Smith;               |      |
| Termes, Termantia          | Τέρμες (Termes)                | Stadt der Arevaci in Hispania Tarraconensis          | Montejo de Tiermes in Kastilien und León, Spanien                                                                              | Smith;               |      |
| Termessus                  | Τερμησσός (Termēssos)          | Stadt in Pamphylien                                  | ca. 30 km nordwestlich von Antalya in der Türkei, unterhalb des Berges Güllük Dağı                                             | Smith;               |      |
| Termetis                   |                                |                                                      | | Smith;               |      |
| Termilae                   |                                |                                                      | | Smith;               |      |
| Terponus                   |                                |                                                      | | Smith;               |      |
| Tesebarice                 |                                |                                                      | | Smith;               |      |
| Testrina                   |                                |                                                      | | Smith;               |      |
| Tetius                     |                                |                                                      | | Smith;               |      |
| Tetradium                  |                                | siehe Tyriaeum                                       | |                      |      |
| Tetranaulochus             |                                |                                                      | | Smith;               |      |
| Tetraphylia                |                                |                                                      | | Smith;               |      |
| Tetrapolis                 |                                | Vierstädtebund                                       | | Smith;               |      |
| Tetrapyrgia                |                                |                                                      | | Smith;               |      |
| Tetrica Mons               |                                |                                                      | | Smith;               |      |
| Tetrisius                  |                                |                                                      | | Smith;               |      |
| Tetus                      |                                |                                                      | | Smith;               |      |
| Teucera                    |                                |                                                      | | Smith;               |      |
| Teucri                     |                                |                                                      | | Smith;               |      |
| Teuderium                  |                                |                                                      | | Smith;               |      |
| Teudurum                   |                                | Ort in Nordgallien                                   | Tüddern in Nordrhein-Westfalen                                                                                                 | Smith;               |      |
| Teuglussa                  |                                |                                                      | | Smith;               |      |
| Teumessus                  |                                |                                                      | | Smith;               |      |
| Teuriochaemae              |                                |                                                      | | Smith;               |      |
| Teurisci                   |                                |                                                      | | Smith;               |      |
| Teurnia                    | Τεουρνία (Teournia)            | Stadt im Noricum                                     | im Lurnfeld am Holzer Berg im Ortsteil St. Peter in Holz der Gemeinde Lendorf, vier Kilometer westlich von Spittal an der Drau | Smith;               |      |
| Teuthea                    |                                |                                                      | | Smith;               |      |
| Teutheas                   |                                |                                                      | | Smith;               |      |
| Teuthis                    |                                |                                                      | | Smith;               |      |
| Teuthrania                 |                                |                                                      | | Smith;               |      |
| Teuthras Mons              | Τεύθρας (Teuthras)             | Berg in Mysien                                       | nördlich von Bergama in der Türkei                                                                                             | Smith;               |      |
| Teuthrone                  | Τευθρώνη (Teuthrone)           | Stadt in Lakonien                                    | westlich im lakonischen Golf                                                                                                   | Smith;               |      |
| Teutiburgium, Teutoburgium | Τευτοβούργιον (Teutobourgion)  | römisches Grenzkastell in Pannonia inferior          | auf dem Gebiet der kroatischen Ortschaft Dalj                                                                                  | Smith;               |      |
| Teutobergiensis Saltus     |                                |                                                      | | Smith;               |      |
| Teutones                   | Τεύτονες (Teutones)            | germanischer Stamm der Teutonen                      | Siedlungsgebiet ursprünglich in Jütland                                                                                        | Smith;               |      |
| Teutonoari                 |                                |                                                      | | Smith;               |      |